# Вибелсдорф
Вибелсдорф (њем. Wiebelsdorf) општина је у њемачкој савезној држави Тирингија. Једно је од 61 општинског средишта округа Грајц. Према процјени из 2010. у општини је живјело 264 становника. Посједује регионалну шифру (AGS) 16076082.

## Географски и демографски подаци
Вибелсдорф се налази у савезној држави Тирингија у округу Грајц. Општина се налази на надморској висини од 396 метара. Површина општине износи 7,3 km². У самом мјесту је, према процјени из 2010. године, живјело 264 становника. Просјечна густина становништва износи 36 становника/km².

## Међународна сарадња
| Мјесто | Држава    | Врста сарадње | Од    |
| ------ | --------- | ------------- | ----- |
| Вис    | Аустрија  | партнерство   | 1994. |
|        | Француска | партнерство   | 1996. |
|        | Чешка     | пријатељство  | 1956. |
| Извор  |           |               |       |